# Побєда (Малоярославецький район)
Побєда (рос. Победа) — присілок в Малоярославецькому районі Калузької області Російської Федерації.
Населення становить 14 осіб. Входить до складу муніципального утворення Присілок Прудки.

## Історія
Від 2004 року входить до складу муніципального утворення Присілок Прудки.

## Населення
| 2002 | 2010 |
| ---- | ---- |
| 24   | ↘14  |